# Province de Llanquihue
La province de Llanquihue est une province chilienne située au centre de la région des Lacs. Elle a une superficie de 14 876,4 km2 pour une population de 321 493 habitants. Sa capitale provinciale est la ville de Puerto Montt. 

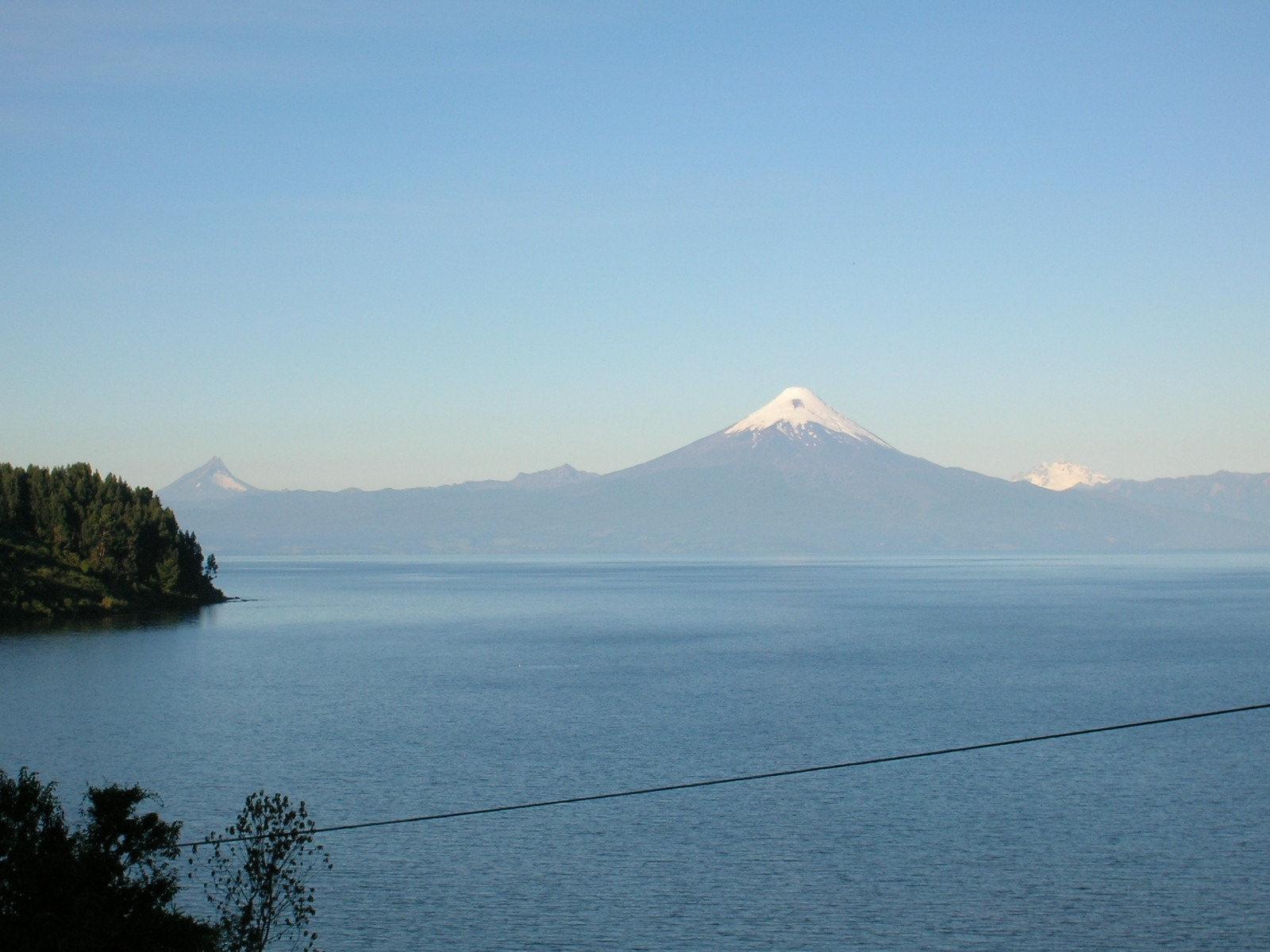
Lac Llanquihue et volcan Osorno

## Communes
La province de Llanquihue est divisée en neuf communes :
- Calbuco ;
- Cochamó ;
- Fresia ;
- Frutillar ;
- Llanquihue ;
- Los Muermos ;
- Maullín ;
- Puerto Montt ;
- Puerto Varas.